# Mimacraea media
Mimacraea media är en fjärilsart som beskrevs av Talbot 1937. Mimacraea media ingår i släktet Mimacraea och familjen juvelvingar. Inga underarter finns listade i Catalogue of Life.